# Cueva de los Murciélagos
La cueva de los Murciélagos è una grotta situata nella Sierra Subbética, in Andalusia, a 4 km da Zuheros (in provincia di Cordova).
Il nome, dato dagli abitanti che nei secoli vi si sono rifugiati, si riferisce ai numerosi pipistrelli che vi vivono.
La grotta è stata dichiarata Bene di interesse culturale il 23 novembre 2001.

## Storia
La prima esplorazione della grotta risale al 1938 benché la prima documentazione scritta risalga al 1868.
La grotta è stata oggetto di numerose campagne di scavo che hanno fornito informazioni relative al periodo che va dal Neolitico al Paleolitico medio.
Grazie all'ultima campagna di scavo sono state ottenute informazioni relative alle abitudini dei suoi abitanti: utensili utilizzati e avanzi di cibo come resti di animali e cereali carbonizzati. Gli utensili rinvenuti risalgono al Musteriano.
È anche documentata l'occupazione da parte dell'Homo Sapiens durante il Paleolitico superiore, il quale ha anche decorato le pareti con pitture che illustrano i diversi animali (cavalli, cervi) che risalgono a 18.000 anni fa.
La grotta è stata occupata anche durante il periodo di occupazione romana, dalla metà del III secolo e fino a tutto il IV secolo d.C., e sono stati rinvenuti recipienti che risalgono a tale periodo.

## Morfologia
Oltre ai resti ed alle pitture murali, la grotta è notevole per le numerose stalattiti, stalagmiti ed altre concrezione calcaree esteticamente interessanti, che hanno dato i nomi ad alcune sale interne, quali: Sala del fémur, Sala de la celosía, Sala de los estratos, Sala del órgano.
La cavità, in prevalenza fossile, ha due accessi su differenti livelli ed è stata resa parzialmente accessibile al pubblico.

## Galleria d'immagini

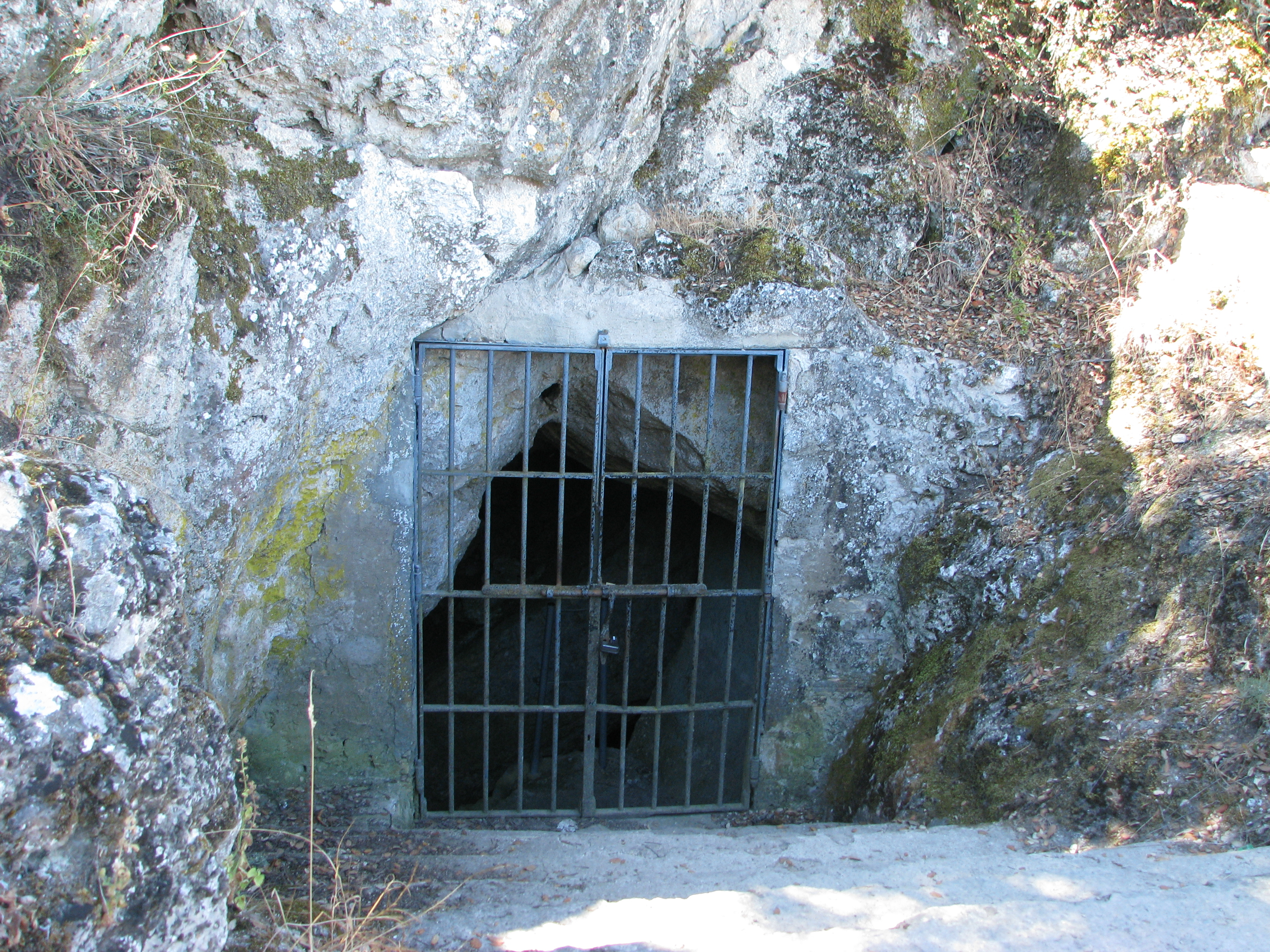
Accesso inferiore
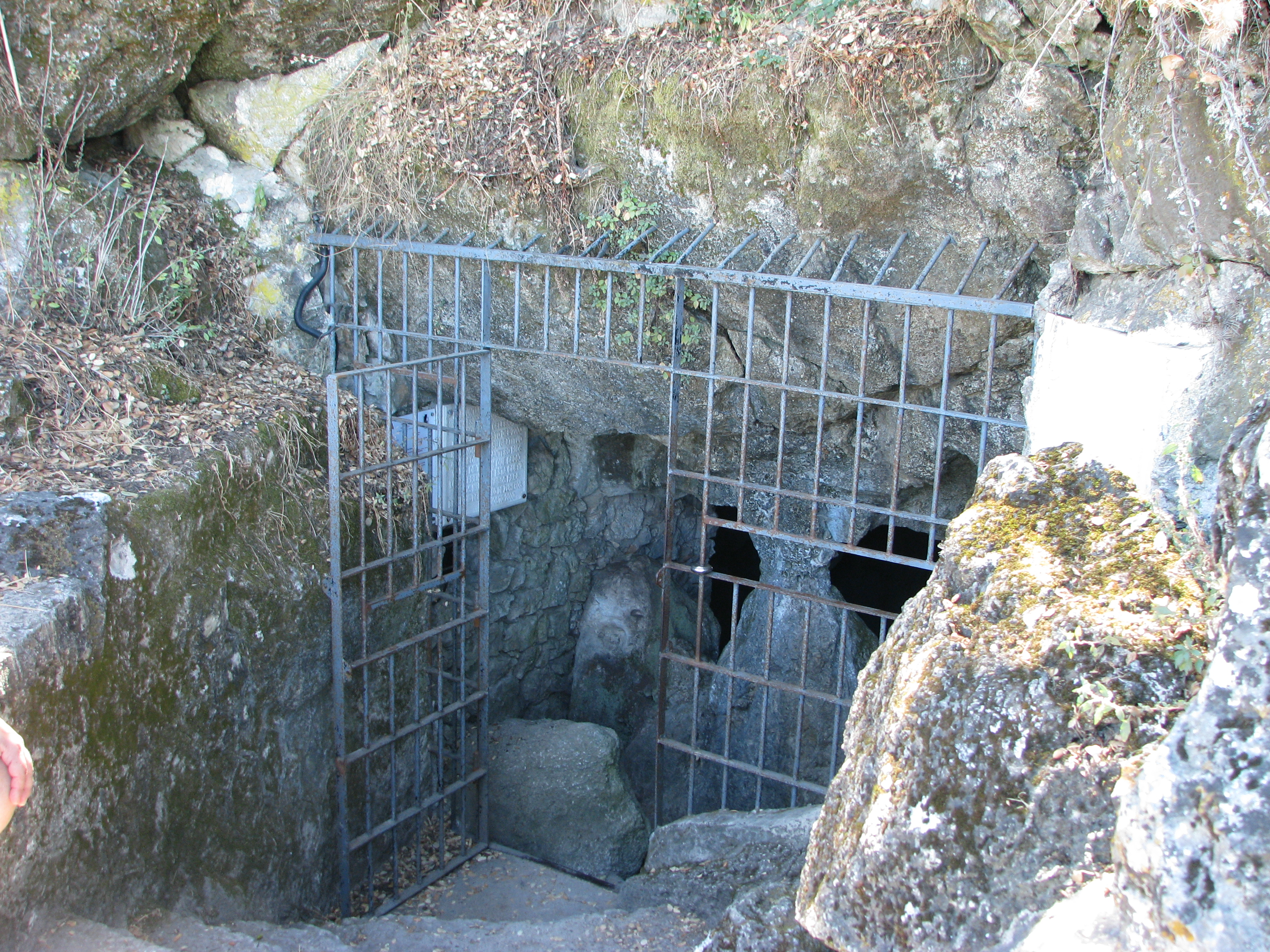
Accesso superiore